# Arne Rustadstuen
Arne Rustadstuen (ur. 14 grudnia 1905 w Fåberg, zm. 25 kwietnia 1978 w Lillehammer) – norweski biegacz narciarski i kombinator norweski, brązowy medalista olimpijski oraz trzykrotny medalista mistrzostw świata.

## Kariera
Jego olimpijskim debiutem były igrzyska w Lake Placid w 1932 roku. Wywalczył tam brązowy medal w biegu na 50 km stylem klasycznym, ulegając jedynie dwóm Finom: zwycięzcy Veliemu Saarinenowi oraz drugiemu na mecie Väinö Liikkanenowi. Na tych samych igrzyskach zajął także piąte miejsce w biegu na 18 km. Startował także na igrzyskach olimpijskich w Garmisch-Partenkirchen w 1936 roku, zajmując szóste miejsce w biegu na 18 km techniką klasyczną.
W 1930 roku wystartował na mistrzostwach świata w Oslo. Zdobył tam złoty medal w biegu na 17 km, a w biegu na 50 km uległ jedynie Szwedowi Svenowi Utterströmowi. Rok później, podczas mistrzostw świata w Oberhofie wywalczył brązowy medal w kombinacji norweskiej, ustępując dwóm swoim rodakom: zwycięzcy Johanowi Grøttumsbråtenowi oraz drugiemu w konkursie Sverre Kolterudowi.
W 1934 roku został mistrzem Norwegii w biegu na 18 km, a rok później wygrał na tym samym dystansie podczas Holmenkollen ski festival. W 1935 roku otrzymał medal Holmenkollen. Po igrzyskach w 1936 roku zakończył karierę.

## Osiągnięcia w biegach narciarskich

### Igrzyska olimpijskie
Opracowano na podstawie materiału źródłowego
| Miejsce | Dzień     | Rok  | Miejscowość            | Konkurencja             | Czas    | Strata | Zwycięzca           |
| ------- | --------- | ---- | ---------------------- | ----------------------- | ------- | ------ | ------------------- |
| 5.      | 10 lutego | 1932 | Lake Placid            | 18 km stylem klasycznym | 1:27:06 | +3:59  | Sven Utterström     |
| 3.      | 13 lutego | 1932 | Lake Placid            | 50 km stylem klasycznym | 4:31:53 | +3:53  | Veli Saarinen       |
| 6.      | 12 lutego | 1936 | Garmisch-Partenkirchen | 18 km stylem klasycznym | 1:18:13 | +3:40  | Erik August Larsson |

### Mistrzostwa świata
| Miejsce | Dzień     | Rok  | Miejscowość | Konkurencja             | Czas    | Strata | Zwycięzca            |
| ------- | --------- | ---- | ----------- | ----------------------- | ------- | ------ | -------------------- |
| 1.      | 28 lutego | 1930 | Oslo        | 17 km stylem klasycznym | 1:19:58 | –      | –                    |
| 2.      | 1 marca   | 1930 | Oslo        | 50 km stylem klasycznym | 3:54:07 | +0:53  | Sven Utterström      |
| 7.      | 13 lutego | 1931 | Oberhof     | 17 km stylem klasycznym | 1:26:02 | +2:19  | Johan Grøttumsbråten |
| 20.     | 22 lutego | 1934 | Sollefteå   | 18 km stylem klasycznym | 1:08:40 | +4:11  | Sulo Nurmela         |

## Osiągnięcia w kombinacji norweskiej

### Mistrzostwa świata
| Miejsce | Dzień     | Rok  | Miejscowość | Konkurencja   | Nota      | Strata   | Zwycięzca            |
| ------- | --------- | ---- | ----------- | ------------- | --------- | -------- | -------------------- |
| 3.      | 13 lutego | 1931 | Oberhof     | indywidualnie | 418,0 pkt | 21,0 pkt | Johan Grøttumsbråten |